# Ballz
Ballz es un videojuego 3D de acción de lucha para la Mega Drive, SNES y el 3DO. Fue desarrollado por PF Magic y publicado por Accolade en 1994. La versión 3DO fue lanzada como un director's cut en 1995. Ballz ofreció tres niveles de dificultad en un total de 21 partidos. Su cualidad distintiva era que cada uno de los personajes estaba compuesto completamente de esferas, otorgando un aspecto pseudo-3D.
Aunque el juego no fue un gran éxito, PF Magic reutilizó su tecnología gráfica en una exitosa línea de títulos de mascotas virtuales, Petz, Dogz, Catz y Oddballz.

## Desarrollo y publicación
La versión Mega Drive fue originalmente diseñada para usarse con el Edge 16, un sistema de módem para juegos multijugador que finalmente se canceló.
La apertura de PF Magic desarrollada para el juego decía "¡Para ser el campeón, debes tener Ballz!". Debido a su doble sentido picante, Nintendo exigió que se cambiara la redacción de la versión SNES. La versión SNES del juego dice "...tienes que jugar Ballz", mientras que la versión Sega usa la introducción original. El juego también fue notablemente extraño por su alineación de luchadores, que incluía un mono pedo, un payaso saltador, un luchador de sumo, un avestruz, un hombre de las cavernas, un culturista, una bailarina, un rinoceronte y un "superhéroe".

## Luchadores
Estos son los personajes de la alineación de luchadores del juego:
- Boomer: un payaso del circo. Sus saltos de aire y los trucos bajo sus mangas lo convierten en el luchador más cómico.
- Bruiser: un culturista que se ejercita bastante. Su cuerpo pulido y sus poderosos golpes lo convierten en un luchador formidable.
- Crusher: un rinoceronte enfurecido que prefiere cargar directamente a sus oponentes.
- Divine: una bailarina que gira con gracia. Ella es la única mujer luchadora y a veces da una paliza.
- Kronk: un cavernícola de los inicios de la civilización. Él usa su garrote para reducir a sus oponentes y golpearlos como a una pelota de beisbol.
- Tsunami: un luchador de sumo que disfruta saltando sobre sus oponentes.
- Turbo: un superhéroe que se desliza por la arena y sopla con tanta fuerza como un huracán. Es el único luchador que usa ataques a distancia.
- Yoko:  Un mono que a menudo rompe el viento. Le gusta atacarte y darte una bofetada.
- Zombie: solo aparece en la versión del juego del director. Él acecha y corta a sus enemigos.

## Jefes
Estos son los jefes que aparecen en el modo de un jugador. Cada jefe derrotado gana un cinturón de color diferente, y estos cambian el esquema de color del luchador.
- Guggler: el primer jefe del juego. Guggler es un avestruz que picotea a sus oponentes y los arroja con su pico. Su habilidad de "saltar y patear" también la convierte en una jefa a tener en cuenta. Derrotarla gana el Cinturón Rojo.

- Bounder: el segundo jefe del juego. Bounder es un canguro que usa guantes de boxeo y usa golpes y patadas. A menudo salta y se balancea sobre su cola mientras usa sus piernas para lanzar oponentes a través de la arena. Derrotarlo gana el Cinturón Verde.

- T-Wrecks: el tercer jefe del juego. T-Wrecks es un dinosaurio gigantesco que se basa en un temperamento agresivo como ataque. Atrapará oponentes en sus mandíbulas y creará ondas de choque devastadoras con una cola poderosa. Derrotarlo gana el Cinturón Azul.

- Lamprey: El cuarto jefe del juego. Lamprey es un genio místico cuyos ataques rápidos y poderes mágicos lo convierten en un enemigo formidable. Posee la capacidad de convertirse en cualquier criatura, como un toro, un escorpión o una serpiente. Derrotarlo gana el Cinturón Negro.

- The Jester: el jefe supremo. The Jester fue quien desafió a los luchadores a pelear en el torneo desde el principio. Se pone un traje blanco y negro y se lo puede ver haciendo malabares con pelotas en la apertura. Como jefe final, es el personaje más difícil de vencer. Puede desmontarse y moverse por el piso, y tiene ataques físicos que son muy fuertes. El daño que hace puede quitar gran parte de la salud del jugador. Después de ser derrotado por primera vez, se vuelve a reunir y regresa por más. Cuando el bufón finalmente cae, le concede el deseo del luchador: jugar como jefes.

## Recepción
En el lanzamiento, Famicom Tsūshin calificó la versión Super Famicom del juego con 28 de 40. Electronic Gaming Monthly le dio a la versión Mega Drive un promedio de 6.2 sobre 10, comentando que "Los luchadores eran interesantes, con sus diversas burlas y otros plantea, y toda la idea es innovadora, pero al final nunca se unió realmente para mí". GamePro le dio a la versión Mega Drive una crítica positiva. Elogiaron el juego equilibrado, los efectos de escala suave y los efectos de sonido humorísticos, y concluyeron: "Ballz toma el género cada vez más rutinario de los juegos de lucha y le da un nuevo rebote, inyectando un sentido del humor perverso en la acción". Estaban menos entusiasmados con la versión SNES, diciendo que los gráficos son mejores que en la versión Mega Drive, pero la nueva banda sonora era irritante, la configuración de control complicada y especialmente la desaceleración frecuente se combinan para hacer que el juego sea mucho menos agradable. Los cuatro revisores de Electronic Gaming Monthly tuvieron reacciones encontradas a la versión SNES. Dos de ellos elogiaron su diseño original y sus buenos gráficos, y los otros dos elogiaron los sonidos humorísticos, pero todos menos uno sintieron que el juego no era tan agradable como otros juegos de lucha, con el mayor problema de los movimientos limitados de los luchadores. Le dieron un promedio de 6.75 de 10.
GamePro le dio a la versión 3DO una crítica muy positiva, aplaudiendo las adiciones y mejoras como gráficos mejorados, mayor velocidad de reproducción, fondos renderizados, nuevos personajes, canciones temáticas específicas de los personajes y rotación de arena, así como el humor y el "inconformismo actitud" del juego en sí.
Ballz ocupó el séptimo lugar en una lista de 2011 de los diez mejores juegos de lucha que nos gustaría olvidar, compilado por Game Informer. El autor de la lista, Dan Ryckert, lo criticó por su insinuación sexual y su diseño que representa más una apariencia en 2-D.
Next Generation revisó la versión 3DO del juego, calificándolo como dos estrellas de cinco, y declaró que "si acepta su aspecto, funciona bien, pero esta es la tecnología de ayer como cualquier luchador basado en sprites que intenta escapar con personajes digitalizados. Es casi demasiado malo, pero es solo un juego fuera de tiempo".